# 亞利桑那州州旗

亞利桑那州州旗

亞利桑那州州旗分為三個部份：下半部以藍色為底，代表自由；上半部有13道紅黃相間的放射狀光芒，代表亞利桑那州最初的13個郡、也代表該州如詩如畫般的夕陽景色；旗幟中央則為一個黃銅色的五角星，代表該州最重要的銅礦產業。
1910年，查理．亞利桑那國民警衛隊的哈里斯上校（Colonel Charles W. Harris）為當時參加國家射擊競賽（National Maches）的亞利桑那步槍小隊設計了一面旗幟，在此之前亞利桑那一直是參與此競賽的隊伍中唯一沒有旗幟的隊伍。1917年，該旗幟被亞利桑那州議會採用作為州旗。
在2001年由北美旗幟協會進行的一項調查中，亞利桑那州州旗在共72種旗幟當中，獲選為第6出色的州旗。